# 開滦集團

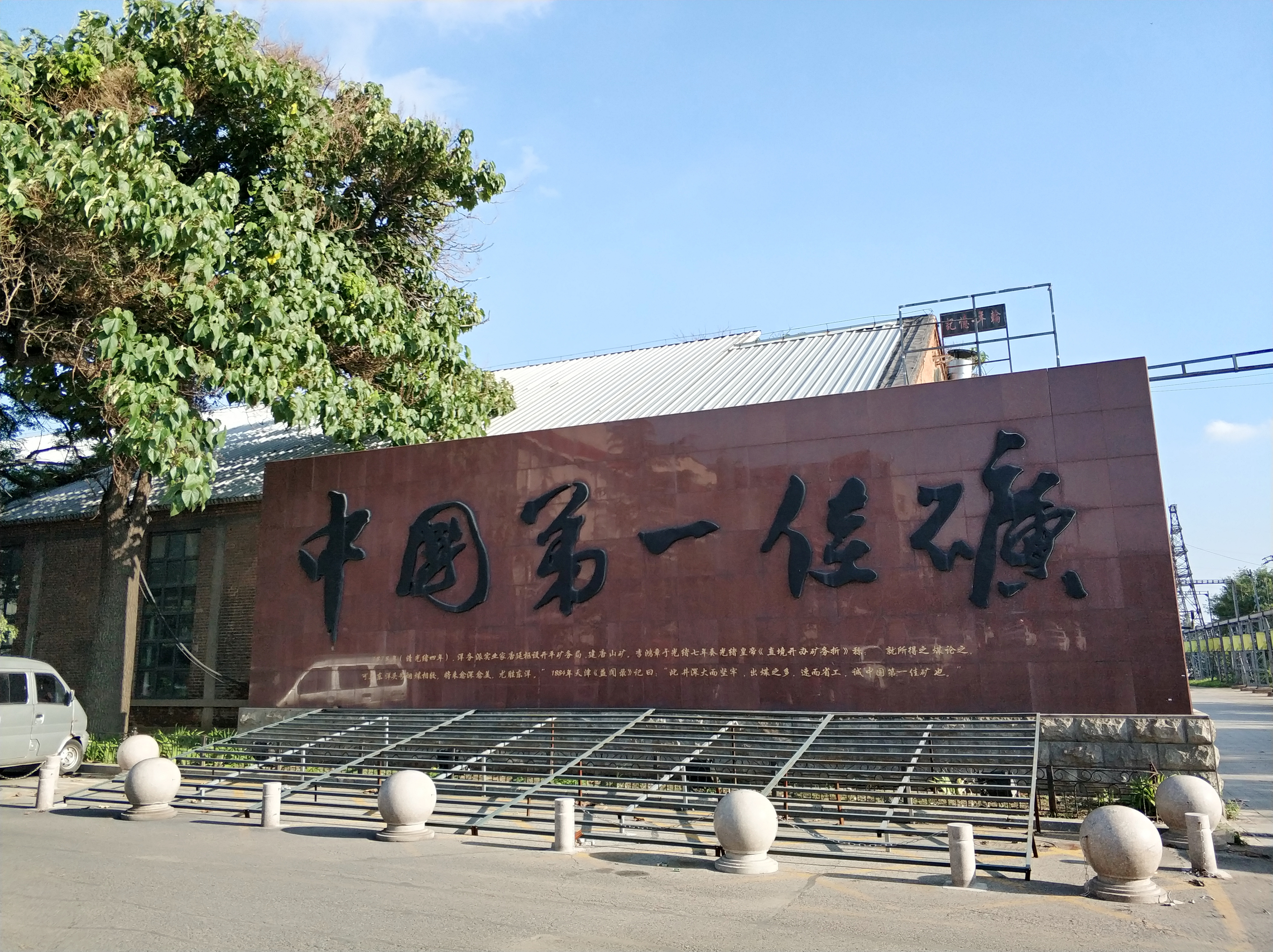
开滦唐山矿业分公司中国第一佳矿碑

开滦（集团）有限责任公司，簡稱開滦集團或开滦（英語：Kailuan Group Company Limited），位于河北省唐山市新华东道70号，1912年成立于天津英租界初为中英合资公司，1950年迁至唐山，是河北省国资委一级监管企业，曾多次入围《财富》世界500强。
开滦集团的历史最早可以追溯至1878年成立的开平矿务局和1906年为了抵制开平矿务局而建立的北洋滦州官矿。1912年，在开平、滦州恶性竞争的背景下，两矿决定联营在天津设立开滦矿务局，总部位于天津英租界咪哆士道开滦矿务局大楼。1941年12月8日，日本发动太平洋战争当天，对开滦实行「军管理」。日本投降后，1945年11月19日国民政府接收开滦。1948年12月，解放军在唐山接收开滦的四个矿井。
1949年，解放军在天津接收开滦矿务局总部。1950年8月6日，开滦矿务总局由天津迁入唐山。1952年5月17日，中央人民政府燃料工业部代管开滦煤矿。1998年，开滦的管理权限下放至河北省管理。1999年，改制为开滦（集团）有限责任公司。

## 历史

### 前身：开平矿务局与滦州官矿

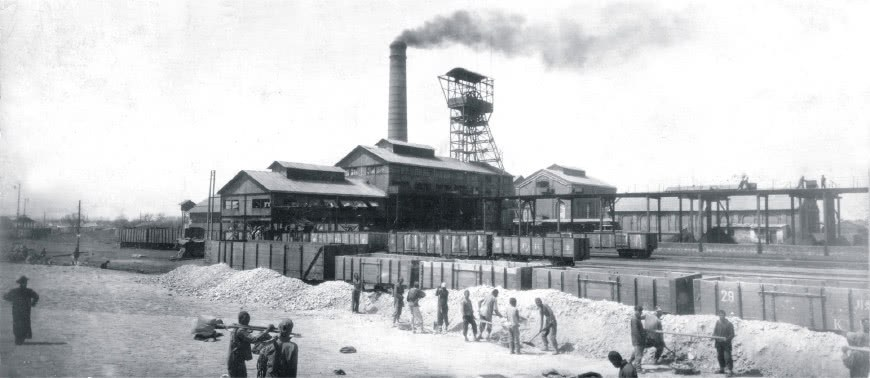
开平矿务局唐山矿

#### 开平矿务局
开平矿务局初始的体制为官督商办，1878年7月24日，开平矿务局正式在开平镇挂牌设局。矿务局负责人为曾任上海輪船招商局总办唐廷枢，他在天津、上海、香港等地招商集股，每股面額100两银，發行8000股，募得資金80万两。开滦的唐胥铁路（唐山开平—胥各庄）是中国第一条标准轨距的铁路，“龙”号机车是中国建造的第一辆蒸汽机车。铁路刚建成时，曾被清廷以机车“震动陵寝”（指清东陵）为由，下令由驴马代替机车拖拉车辆。后来，在李鸿章邀请了一批皇亲贵胄们参观试坐后才获准正式运行。1881年開始产煤，当年产煤3613吨，1882年产量增加到38,383吨，1883年产煤75,317吨，1884年产煤179,225吨，1885年达到241,385吨，连续五年共产煤538,123吨。截至1899年共产煤527万多吨，盈利400多万两。
開平礦務局股票於1883年受上海金融風潮影響，1882年9月每股還值216.5兩，1883年10月時只值70兩。
1892年唐廷枢逝世，清廷任命江蘇候補道张翼为开平矿务局总办。1889年至1899年共盈利约500万两白银，相当于股本的3倍多，被誉为“中国第一佳矿”。
在八國聯軍之役中开平煤礦被俄軍佔領，张翼擔心煤礦被沒收作為戰爭賠款，1900年未經清廷准許將开平矿务局资产卖給英國公司以避免被沒收。12月21日「开平矿务有限公司」（俗称“开平公司”）在英国伦敦注册。张翼指定严复、梁诚二人为“中国董事会”成員。煤礦1901年转由开平公司经营，并发行股票籌資。參與的一位高级职员赫伯特·胡佛后来被选举为第三十一任美国总统。
1902年11月，开平公司由英人威英接替美國人杜根（John Howard Dugan）為总办，威英命令将礦場悬挂的清朝龙旗撤下，只挂英国国旗，引起中英間外交纠纷。直隶总督袁世凯表示公司是“中英合办”，理應懸掛兩國國旗，英国公使萨道义回答：“开平公司已卖给英商，在英国注册，现属英国公司，并不是中外合办，断不能悬挂中国国旗”，並出示契約，清廷才知道公司已被賣給英商。
1904年严复陪同张翼在伦敦提出民事訴訟，中方胜訴，但是法院沒有判決契約無效，因此中方沒有贏得實質權益，围绕开平矿务局的中英产权纠纷和诉讼，史称“开平矿案”。

#### 北洋滦州官矿

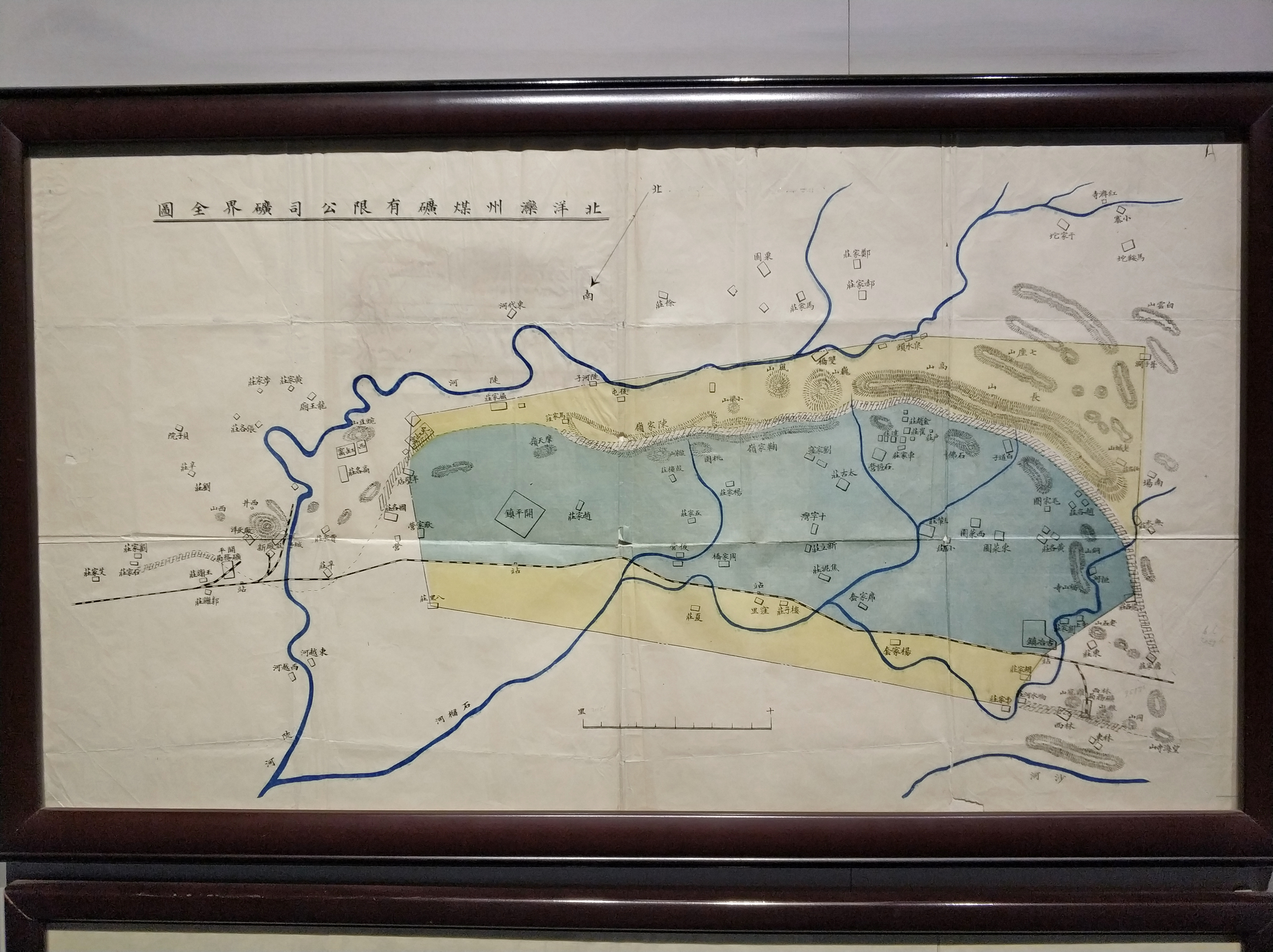
滦州煤矿矿界图

1906年，长芦盐运使周学熙向袁世凯建议再办煤矿，目的是“抵开”、“收开”（抵制、收回开平煤矿）、“实力抵制，以为外交后盾”。1906年底袁世凯委派周学熙筹办。1908年5月「北洋滦州官矿有限公司」在天津成立，周学熙任公司总理。在开平煤田北部开办井田，矿区面积330方里，超过清朝《矿务章程》规定上限的10倍。总股本300万两，其中官股130万两，商股170万两。用西法建设了马家沟矿、赵各庄矿、陈家岭矿等14处矿井。1911年产煤53万吨。而同期英商开平煤矿产煤近150万吨。
在滦州煤矿筹建、建设、生产的全过程中，英商开平煤矿采取了外交手段、经济手段（煤价每吨从4.5元降价到1.8元倾销）以逼停滦州煤矿，但是無效，最后英商放弃了與滦州煤矿競爭。

### 两矿联合

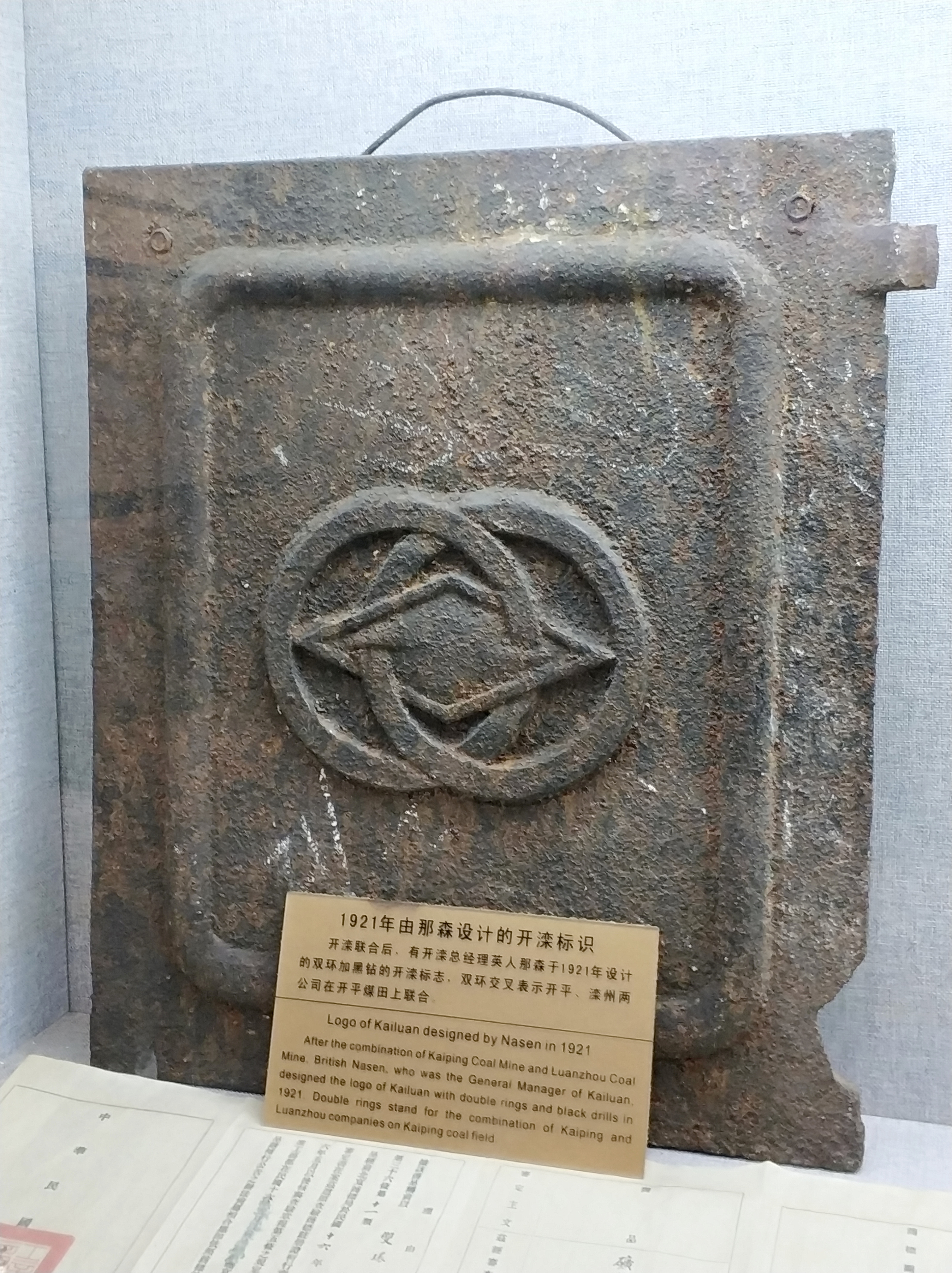
两矿联合后由开滦总经理那森设计的双环加黑钻的开滦标志，双环交叉表示两矿联合。

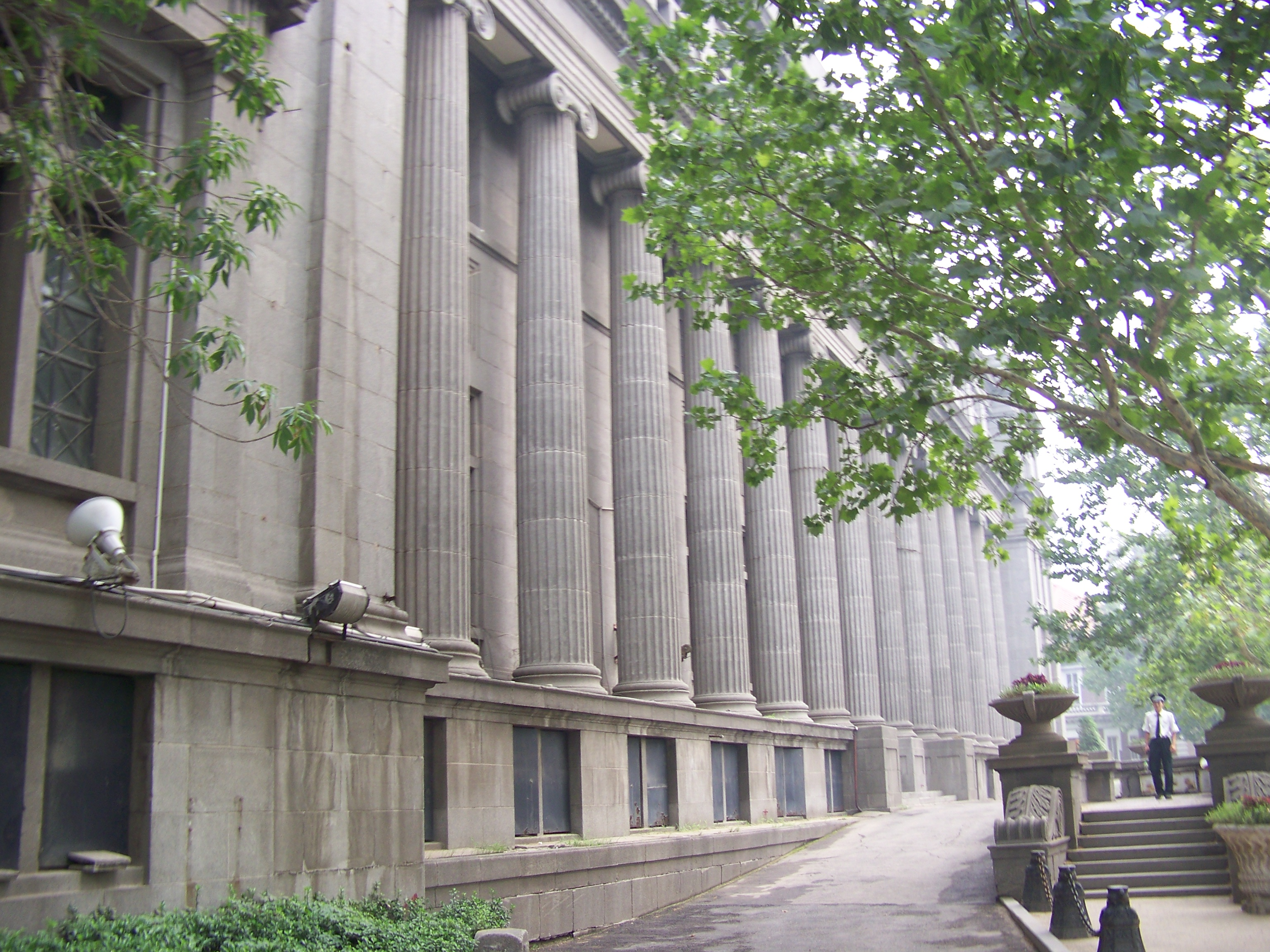
1922年在天津英租界落成的开滦矿务局总部大楼

1912年6月，英资「开平矿务有限公司」与「北洋滦州官矿有限公司」签订「联合」经营合同，联合设立中外合办的「开滦矿务总局」（英語：Kailan Mining Administration），总部设在天津。两矿作为有限公司独立存在。公司总股本2000万两，开、滦各半。红利开六滦四分配，超过30万磅则平分；以后新办产业的红利平分。袁世凯儿子袁克定、袁克桓曾先后担任公司的常务董事。
1922年3月31日，开滦矿务局大楼在天津英租界落成并举行启用典礼，英国公使及直隶省长剪彩，他们二人分别保有当时大楼开门仪式中使用的纯金钥匙。
开滦煤矿在中国国内首次使用大型机械化方式挖掘，所出煤炭通过唐胥铁路和运河运至港口，再转海运。铁路、蒸汽机车、转运港口和海运船队等都是开滦（及其前身开平）自行建造（或组建）并拥有的。成为当时名闻遐迩的「中国第一佳矿」。

### 民国时期
1941年12月8日，日本发动太平洋战争当天，对开滦实行「军管理」。日本投降后，国民政府于1945年11月19日接收开滦，次日发还给开滦矿务总局。
1948年12月12日，中國人民解放軍占领唐山后，唐山市军管会派军代表王林、王涛江进驻有4个生产矿井、5万矿工的开滦煤矿。1949年1月年关前，冀东贸易公司、长城银行以杂粮、人民币换购11万吨煤炭，以维持职工过年生活。1949年2月20日中共中央专门发出《关于开滦问题给华北局的指示》，想方设法维持开滦煤矿的生产不陷入停顿。1949年5月刘少奇亲赴开滦。1949年9月，开滦矿警总所改编为公安总队，由1400人整编为900人。1949年10月，开滦的中共党组织公开。

### 中华人民共和国时期

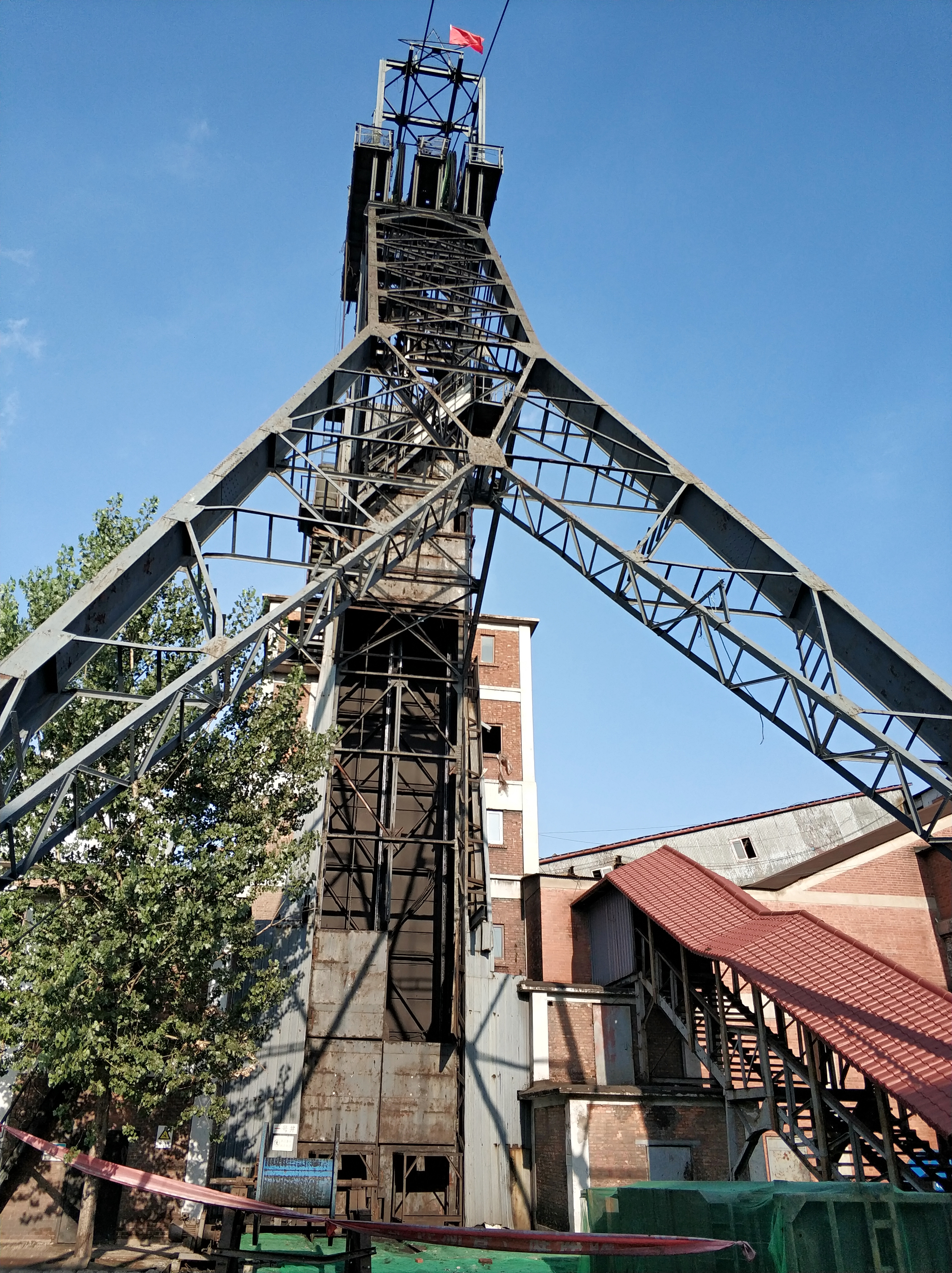
开滦唐山矿一号井

1949年，解放军接管天津之后，开滦矿务总局办公大楼作为中国共产党天津市委员会接管并使用。1950年8月6日，开滦矿务总局由天津迁入唐山矿区办公大楼，与矿区相应部门合并组成矿务总局机关处室。同时，开滦矿务总局由完全自产自销，改为国内由煤建公司经营，仅国外出口销煤由开滦独立经营，并在天津设立办事处，主要负责国外销售及国内一些重点客户的用煤销售，上海、北京原经理处缩减后改为事务所，塘沽经理处取消:22。
1952年5月17日，中央人民政府燃料工业部代管开滦煤矿。组织开滦煤矿财产清理委员会。组织开滦煤矿总管理处，主任徐达本，副主任范文彩。
1966年8月28日，开滦煤矿改称唐山红旗矿务局。1968年5月1日，复名“开滦煤矿”:5。
1980年6月23日，“开滦煤矿”改名为“开滦矿务局”，并撤销开滦煤矿革命委员会:5。1984年6月2日，开滦范各庄矿突发特大透水灾害，年产煤300万吨的大型矿井不到21个小时就被井下水淹没，在世界采矿史上罕见。
1986年，企业开始出现亏损。此后，亏损额急剧递增，1990年亏损达到2.97亿元，成为中国煤炭行业亏损最大的企业。当时，企业资金极度紧张，已无法维持。在得到中央政府支持和管理体制改革后，1994年，实现了扭亏为盈。
1998年8月下放河北省管理。1999年实行了国有独资公司制，更名为开滦（集团）有限责任公司。
由于开滦煤矿的发展，矿区周围逐渐出现了大量的工业企业，并进而形成了今天人口过百万的特大城市唐山市。而开滦建造的秦皇岛港，今天也已成为了世界最大的能源储运港和一座大型城市。

## 经营范围
开滦（集团）有限责任公司现主要经营国内煤炭开采、洗选加工及煤质化验业务，同时涉及储运、住宿、餐饮、港口装卸及相关服务。公司还从事煤炭产品、矾土产品、建筑材料、机械设备及配件的制造、销售、安装与维修等多元化业务。2004年6月2日，开滦集团旗下的开滦能源化工股份有限公司在上海證券交易所分拆上市。